# Cautires indus
Cautires indus – gatunek chrząszcza z rodziny karmazynkowatych i podrodziny Lycinae.
Gatunek ten opisany został po raz pierwszy w 1875 roku przez Theodora F.W. Kirscha.
Chrząszcz o grzbietobrzusznie spłaszczonym i słabo zesklerotyzowanym ciele. Czułki u samicy są ostro piłkowane, u samca zaś blaszkowate, a blaszka piątego członu jest co najwyżej półtorakrotnie dłuższa od trzonu tegoż członu. Głowa wyposażona jest w oczy złożone o średnicach wynoszących między 0,6 a 0,9 ich rozstawu. Przedplecze jest na przedzie zwężone. Ma podłużny kil środkowy, który w bliższej nasadzie części rozszczepia się na dwa żeberka, odgraniczające komórkę (areolę) środkową. Pokrywy mają po cztery żeberka podłużne pierwszorzędowe i po pięć żeberek podłużnych drugorzędowych. Ponadto między tymi żeberkami występują żeberka poprzeczne, dzieląc również powierzchnię pokryw na komórki (areole). Żeberka podłużne pokryw w części barkowej porośnięte są jaskrawo ubarwionym owłosieniem. Genitalia samca cechują się prąciem osiągającym największą szerokość w wierzchołkowej ⅓ długości, nie zaś w połowie jak u podobnego C. tapahensis.
Owad orientalny. Zamieszkuje Półwysep Malajski.